# Dorcathispa extrema
Dorcathispa extrema là một loài bọ cánh cứng trong họ Chrysomelidae. Loài này được Péringuay miêu tả khoa học năm 1898.